# Allium
- Commons
- Wikispecies

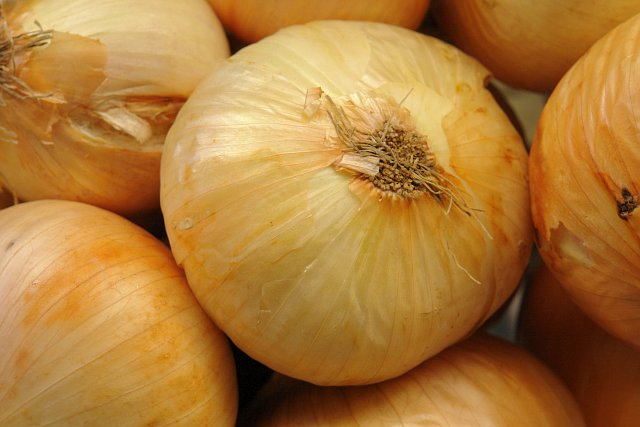
Allium cepa

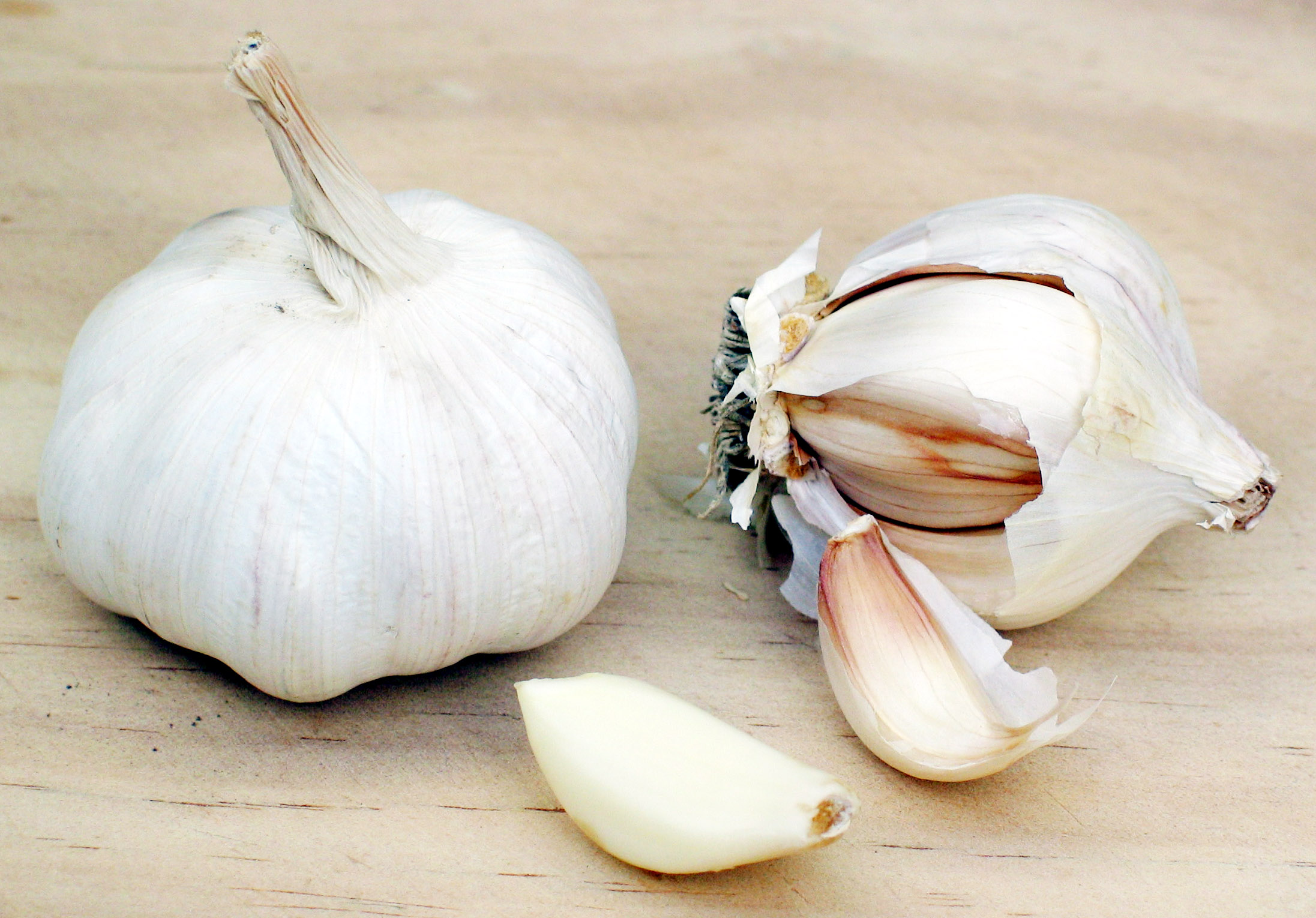
Allium sativum

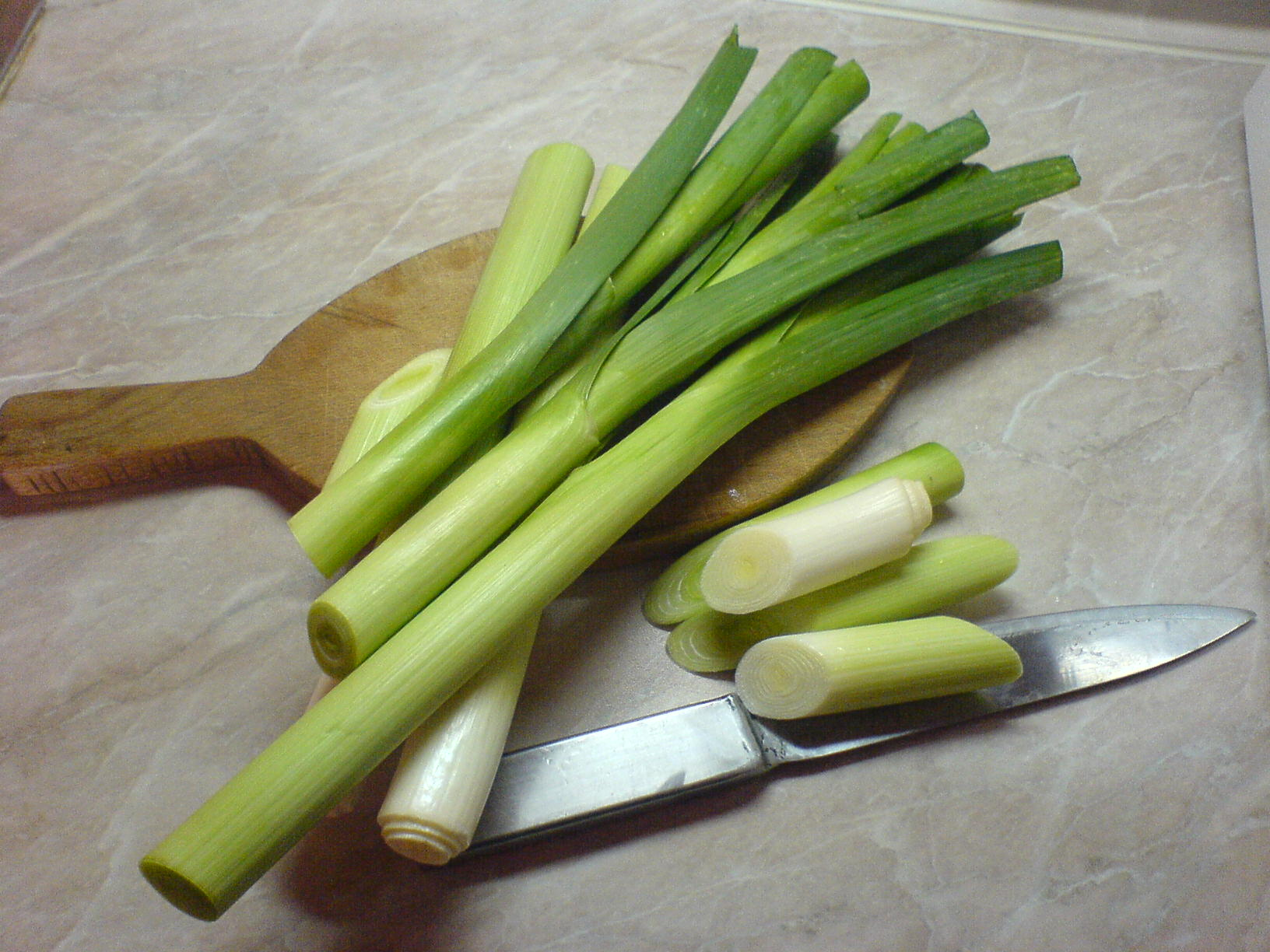
Allium porrum

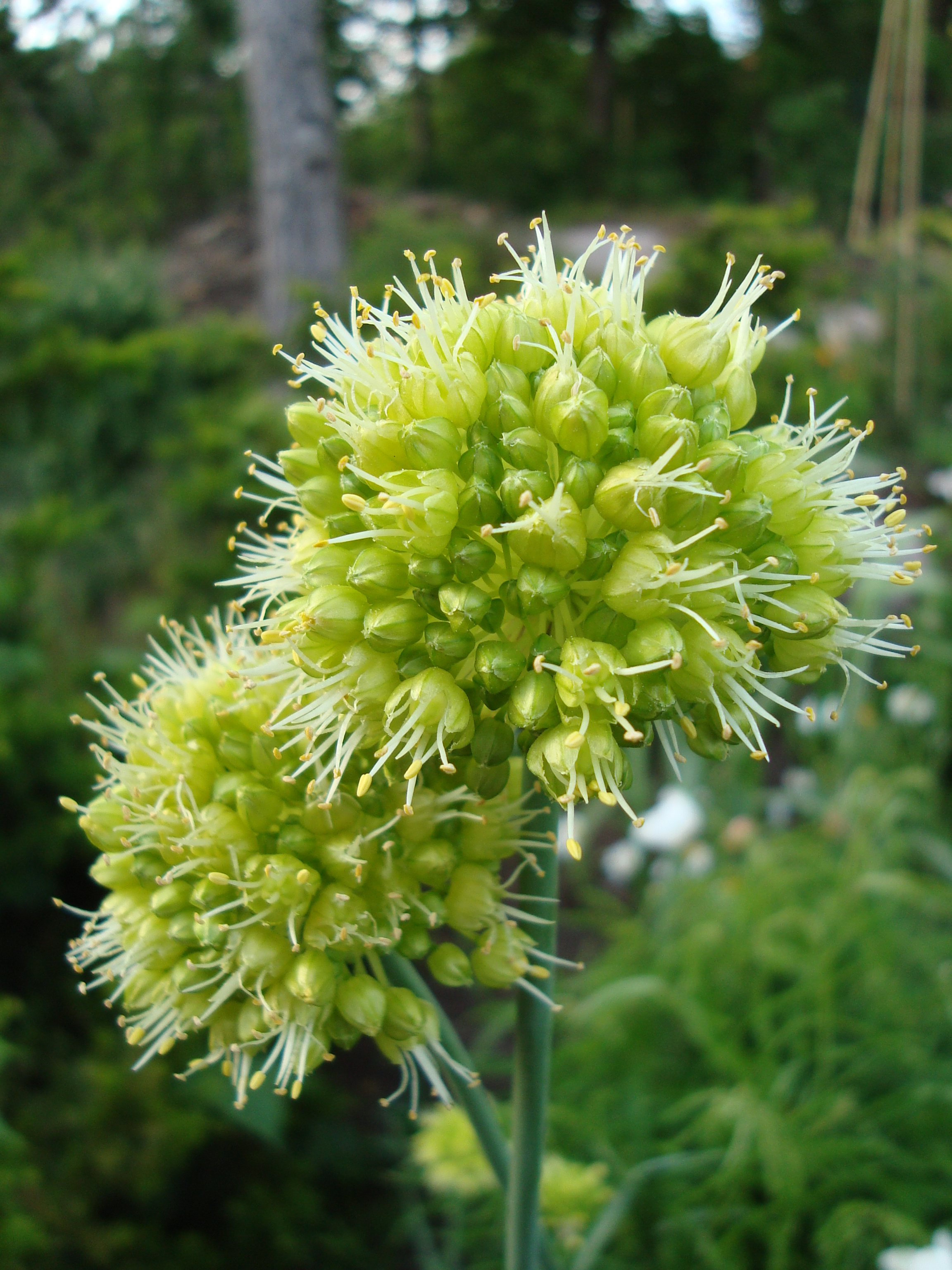
Allium obliquum

Allium L., ou álio, é o gênero das cebolas, alhos, cebolinhas e alho-porros. O aroma é característico de todo o gênero, porém nem todos os membros possuem seu sabor característico forte. Existem aproximadamente 1 250 espécies neste gênero, a maioria classificada na família Alliaceae, mesmo que alguns botânicos os coloquem na família Liliaceae.
São plantas bulbosas anuais ou bianuais que crescem em climas temperados do hemisfério norte, exceto algumas espécies que crescem no Chile, como (Allium juncifolium), no Brasil (Allium sellovianum) ou na África tropical (Allium spathaceum). Sua altura pode variar entre 10 cm e 1,5 m e as flores formam uma umbela ao final de um talo carente de folhas. O tamanho dos bulbos varia consideravelmente e formam bulbilhos em torno do principal.

## Sinonímia
| - Caloscordum Herb. - Cepa Mill. | - Milula Prain - Nectaroscordum Lindl. |

## Espécies
| - Allium acuminatum - Allium acutiflorum - Allium albidum - Allium albiflorum - Allium amethystinum - Allium ampeloprasum - Allium anceps - Allium ascalonicum - Allium amphipulchellum - Allium angulosum - Allium atrorubens - Allium atropurpureum - Allium atroviolaceum - Allium auctum - Allium baeticum - Allium bornmuelleri - Allium bourgeaui - Allium breviradium - Allium caeruleum - Allium callimischon - Allium carinatum - Allium caspium - Allium campanulatum - Allium canadense - Allium cepa - Allium chamaemoly - Allium chamaespathum - Allium chrysonemum - Allium circinnatum - Allium commutatum - Allium confertum - Allium convallarioides - Allium cornutum - Allium cupani - Allium cyrilli - Allium decipiens - Allium delicatulum - Allium dilatatum - Allium ebusitanum - Allium ericetorum - Allium favosum - Allium fistulosum - Allium flavum - Allium frigidum - Allium gomphrenoides | - Allium grosii - Allium guttatum - Allium heldreichii - Allium hirtovaginum - Allium horvatii - Allium hymenorhizum - Allium hymettium - Allium inaequale - Allium inderiense - Allium insubricum - Allium integerrimum - Allium jubatum - Allium kermesinum - Allium kurrat - Allium lineare - Allium longanum - Allium loscosii - Allium luteolum - Allium macedonicum - Allium marschallianum - Allium massaessylum - Allium melanantherum - Allium melananthum - Allium meteoricum - Allium moly - Allium moschatum - Allium myrianthum - Allium narcissiflorum - Allium neapolitanicum - Allium neapolitanum - Allium nevii - Allium nigrum - Allium obliquum - Allium obtusiflorum - Allium oleraceum - Allium orientale - Allium oschaninii - Allium palentinum - Allium pallens - Allium paniculatum - Allium paradoxum - Allium parciflorum - Allium pardoi - Allium parnassicum - Allium pendulinum - Allium permixtum | - Allium pervestitum - Allium phthioticum - Allium pilosum - Allium podolicum - Allium polyanthum - Allium porrum - Allium proponticum - Allium pruinatum - Allium pyrenaicum - Allium ramosum - Allium regelianum - Allium roseum - Allium rouyi - Allium rubellum - Allium rubens - Allium rubrovittatum - Allium rupestre - Allium sabulosum - Allium sativum - Allium saxatile - Allium scaberrimum - Allium schmitzii - Allium schoenoprasum - Allium scopulicola - Allium scorodoprasum - Allium scorzonerifolium - Allium scythicum - Allium senescens - Allium sipyleum - Allium sphaerocephalon - Allium sphaeropodum - Allium stamineum - Allium staticiforme - Allium stelleranum - Allium suaveolens - Allium subhirsutum - Allium talijevii - Allium tardans - Allium trifoliatum - Allium triquetrum - Allium tuberosum - Allium ursinum - Allium victorialis - Allium vineale |

- Lista completa

## Classificação do gênero
| Sistema | Classificação                     | Referência               |
| ------- | --------------------------------- | ------------------------ |
| Linné   | Classe Hexandria, ordem Monogynia | Species plantarum (1753) |